# A hazugság színe
A hazugság színe (eredeti cím: The Burnt Orange Heresy) 2019-ben bemutatott amerikai–olasz–brit bünűgyi film Giuseppe Capotondi rendezésében. A forgatókönyvet Scott Smith írta, Charles Willeford The Burnt Orange Heresy című regénye alapján. A főbb szerepekben Claes Bang, Elizabeth Debicki, Mick Jagger és Donald Sutherland látható.
A 76. Velencei Nemzetközi Filmfesztivál zárófilmjének választották. 2020. március 6-án került mozikba a Sony Pictures Classics forgalmazásában.

## Cselekmény
James Figueras műkritikust egy gazdag műkereskedő felkéri, hogy lopjon el egy festményt Jerome Debney visszavonult festőtől.

## Szereplők
| Szerep          | Színész            | Magyar hang     |
| --------------- | ------------------ | --------------- |
| James Figueras  | Claes Bang         | Gergely Róbert  |
| Berenice Hollis | Elizabeth Debicki  | Farkasházi Réka |
| Joseph Cassidy  | Mick Jagger        | Fodor Tamás     |
| Jerome Debney   | Donald Sutherland  | Barbinek Péter  |
| Evelina Macri   | Rosalind Halstead  |                 |
| Rodolfo         | Alessandro Fabrizi |                 |

## Forgatás
Eredetileg Christopher Walken is játszott volna a filmben, de a szerepét 2018 szeptember végén Donald Sutherland kapta meg. A forgatás 2018 szeptember végén kezdődött az olaszországi Comói-tónál.

## Bemutató
A film világpremierje a Velencei Nemzetközi Filmfesztiválon volt 2019. szeptember 6-án. Nem sokkal később a Sony Pictures Classics megszerezte a film forgalmazási jogait. 2020. március 6-án került széles körben a mozikba, azonban egy héttel később a COVID-19 világjárvány miatt bezártak a mozik. A Sony Pictures Classics ezért úgy döntött, hogy a filmet a digitális platformokon való megosztás helyett a mozik újranyitásáig nem mutatja be. 2020. augusztus 7-én került újra bemutatásra.

## Kritikai visszhang
A Rotten Tomatoeson a film 119 értékelés alapján 66%-os tetszést ért el, átlagosan 6,1/10-es értékeléssel. 79 kritikus pozitívan, 41 kritikus negatívan értékelte a filmet.

## Fordítás
- Ez a szócikk részben vagy egészben  a   The Burnt Orange Heresy című angol Wikipédia-szócikk fordításán alapul.  Az eredeti cikk szerkesztőit annak laptörténete sorolja fel. Ez a jelzés csupán a megfogalmazás eredetét és a szerzői jogokat jelzi, nem szolgál a cikkben szereplő információk forrásmegjelöléseként.